# Pie Alley

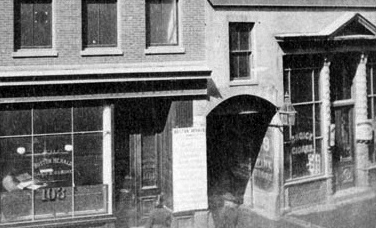
Der Eingang zur Pie Alley durch einen Torbogen an der 103 Washington Street im 19. Jahrhundert

Die Pie Alley (auch Pi Alley) ist eine schmale Gasse in Boston im Bundesstaat Massachusetts der Vereinigten Staaten, die ebenso alt ist wie die Stadt selbst. Sie mündet in der Nähe der Old City Hall auf die Washington Street und verläuft parallel zur School Street. Sie liegt zwischen dem Old South Meeting House und dem Granary Burying Ground und ist daher inoffizieller Bestandteil des Freedom Trail.

## Geschichte

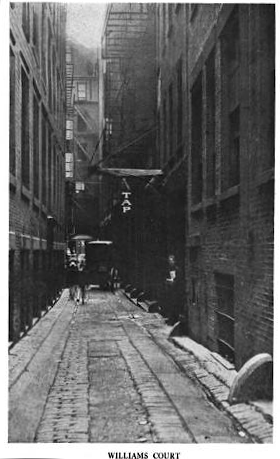
Die Pie Alley um das Jahr 1920

Die Herkunft des Namens der Gasse ist bis heute ungeklärt. Die Bezeichnung Pi Alley geht höchstwahrscheinlich auf Druckereien zurück, die dort Ende des 19. Jahrhunderts ansässig waren (engl. „pied type“), während sich Pie Alley auf Restaurants bezieht, „die ein Stück Kuchen [engl. „pie“] und eine Tasse Kaffee für einen Nickel verkauften.“

## Anlieger
Über die Jahre ihres Bestehens zählten unter anderem folgende Mieter zu den Anliegern der Pie Alley:
- Die im Jahr 1795 eröffnete Taverne Bell-in-Hand war „eine originalgetreue Nachbildung der modernen Londoner Tavernen“ des 18. Jahrhunderts.[3][4]
- Der Boston Herald betrieb hier eine Filiale.[5]
- Ebenfalls befand sich hier gegen 1854 eine Zweigstelle des Boston Police Department.[6]
- Um das Jahr 1727 lebte auch Samuel Sewall dort.[7]